# Pantoporia zeroca
Pantoporia zeroca är en fjärilsart som beskrevs av Moore 1872. Pantoporia zeroca ingår i släktet Pantoporia och familjen praktfjärilar. Inga underarter finns listade i Catalogue of Life.